# Arquidiocese de Kaunas
A Arquidiocese de Kaunas (Archidiœcesis Kaunensis) é uma circunscrição eclesiástica da Igreja Católica situada em Kaunas, Lituânia. Seu atual arcebispo é Kęstutis Kėvalas. Sua Sé é a Catedral Basílica de São Pedro e São Paulo de Kaunas.
Possui 92 paróquias servidas por 121 padres, abrangendo uma população de 646 000 habitantes, com 80,0% da dessa população jurisdicionada batizada (517 000 católicos).

## História
Em 1411, a região da Samogícia é reinvidicada pela Ordem Teutônica, após o acordo de Toruń. Em 1416, o arcebispo de Lviv e vários bispos de Vilnius viajaram para a Samogícia para pregar. A data oficial de fundação da diocese é considerada 1417, confirmada pelo Papa Martinho V em 1421. O tamanho e os limites dessa primeira diocese não são claros e talvez a diocese cobrisse todo o território Samogitiano da época. A Sé ficava em Medininkai, na atual cidade de Varniai.
O bispo Merkelis Giedraitis lutou contra o protestantismo que se enraizou na diocese e aplicou os decretos do Concílio de Trento, tentando aumentar o número de padres e paróquias. Ele promoveu a publicação de textos religiosos em língua lituana. Ele tentou abrir um seminário diocesano, mas o projeto só teve sucesso após sua morte.
Em 1798, com a bula Maximis undique pressi do Papa Pio VI, atribuiu a diocese, que era sufragânea da arquidiocese de Gniezno, à província eclesiástica da arquidiocese de Mahilëŭ (hoje Arquidiocese de Minsk-Mohilev). Em 1864 a sé episcopal foi movida de Medininkai para Kaunas.
Em 4 de abril de 1926 em virtude da bula Lituanorum gente do Papa Pio XI, cedeu partes de seu território em benefício da ereção das dioceses da Panevėžys, de Telšiai e de Vilkaviškis e ao mesmo tempo foi elevada à categoria de arquidiocese metropolitana com o nome atual.
Em 6 de setembro de 1993 recebeu a visita apostólica do Papa João Paulo II.
Em 28 de maio de 1997, cedeu outra parte do território para a vantagem da ereção da diocese de Šiauliai.
Em 23 de setembro de 2018 recebeu a visita apostólica do Papa Francisco.

## Prelados
| #                                  | Nome                                | Período     | Notas                                         |
| Arcebispos                         | Arcebispos                          | Arcebispos  | Arcebispos                                    |
| ---------------------------------- | ----------------------------------- | ----------- | --------------------------------------------- |
| 5º                                 | Kęstutis Kėvalas                    | 2020-       | Atual                                         |
| 4º                                 | Lionginas Virbalas, S.J.            | 2015 - 2019 |                                               |
| 3º                                 | Sigitas Tamkevičius, S.J.           | 1996 - 2015 |                                               |
| 2º                                 | Vincentas Sladkevičius, M.I.C. †    | 1989 - 1996 |                                               |
| 1º                                 | Juozapas Skvireckas †               | 1926 - 1959 |                                               |
| Bispos                             |                                     |             |                                               |
| 41º                                | Pranciškus Karevičius, M.I.C. †     | 1914 - 1926 |                                               |
| 40º                                | Gasparas Felicijonas Cirtautas †    | 1910 - 1913 |                                               |
| 39º                                | Mečislovas Leonardas Paliulionis †  | 1883 - 1908 |                                               |
| 38º                                | Aleksandras Beresnevičius †         | 1875 - 1883 | Nomeado Bispo de Włocławek                    |
| 37º                                | Motiejus Valancius †                | 1849 - 1875 |                                               |
| 36º                                | Simonas Mykolas Giedraitis †        | 1838 - 1844 |                                               |
| 35º                                | Juozapas Arnulfas Giedraitis †      | 1802 - 1838 |                                               |
| 34º                                | Jonas Steponas Giedraitis †         | 1778 - 1802 |                                               |
| 33º                                | Jonas Dominykas Lopacinskis †       | 1762 - 1778 |                                               |
| 32º                                | Antanas Tiškevičius †               | 1740 - 1762 |                                               |
| 31º                                | Juozapas Mykolas Karpis †           | 1736 - 1739 |                                               |
| 30º                                | Aleksandras Gorainis †              | 1716 - 1735 |                                               |
| 29º                                | Povilas Pranciškus Sapiega †        | 1715        |                                               |
| 28º                                | Jonas Mikalojus Zgierskis †         | 1710 - 1713 |                                               |
| 27º                                | Jonas Jeronimas Krišpinas †         | 1695 - 1708 |                                               |
| 26º                                | Kazimieras Pacas †                  | 1667 - 1695 |                                               |
| 25º                                | Aleksander Kazimierz Sapieha †      | 1659 - 1667 | Nomeado Bispo de Vilnius                      |
| 24º                                | Petras Parčevskis †                 | 1649 - 1659 |                                               |
| 23º                                | Jurgis Tiškevičius †                | 1633 - 1649 | Nomeado Bispo de Vilnius                      |
| 22º                                | Merkelis Elijaševičius Geišas †     | 1631 - 1633 |                                               |
| 21º                                | Abraomas Voina †                    | 1626 - 1631 | Nomeado Bispo de Vilnius                      |
| 20º                                | Stanislovas Kiška †                 | 1618 - 1626 |                                               |
| 19º                                | Mikalojus Pacas †                   | 1610 - 1618 |                                               |
| 18º                                | Merkelis Giedraitis †               | 1576 - 1609 |                                               |
| 17º                                | Jurgis Petkūnas Petkevičius †       | 1567 - 1574 |                                               |
| 16º                                | Viktorinas Virbickis †              | 1565 - 1567 | Nomeado Bispo de Lutsk                        |
| 15º                                | Stanislovas Narkuskis †             | 1564 - 1564 |                                               |
| 14º                                | Jonas Domanovskis †                 | 1556 - 1563 |                                               |
| 13º                                | Vaclovas Virbickis †                | 1534 - 1555 |                                               |
| 12º                                | Mikalojus Vizgaila †                | 1531 - 1533 |                                               |
| 11º                                | Mikalojus Radvila †                 | 1515 - 1530 |                                               |
| 10º                                | Martynas II †                       | 1492 - 1515 |                                               |
| 9º                                 | Martynas I di Samogizia †           | 1483 - 1492 |                                               |
| 8º                                 | Baltramiejus II Svirenkavičius †    | 1471 - 1482 |                                               |
| 7º                                 | Motiejus Topolietis †               | 1464 - 1470 |                                               |
| 6º                                 | Jurgis Vilnietis †                  | 1453 - 1464 |                                               |
| 5º                                 | Baltramiejus Pultuskietis †         | 1440 - 1453 |                                               |
| 4º                                 | Jokūbas Vilnietis †                 | 1436 - 1439 |                                               |
| 3º                                 | Petras da Leopoli †                 | 1434 - 1435 |                                               |
| 2º                                 | Mikalojus Trakiškis †               | 1423 - 1434 |                                               |
| 1º                                 | Motiejus Vilnietis †                | 1417 - 1422 | Nomeado Bispo de Vilnius                      |
| Bispo-coadjutor                    |                                     |             |                                               |
|                                    | Szymon Michal Józef Arnold Giedroyć | 1829-1838   |                                               |
|                                    | Ignacy Giedrojć                     | 1824-1829   |                                               |
|                                    | Józef Arnulf Giedroyć               | 1791-1802   |                                               |
| Bispo-auxiliar                     |                                     |             |                                               |
|                                    | Saulius Bužauskas                   | 2023-       | Atual                                         |
|                                    | Algirdas Jurevičius                 | 2018-2020   | Nomeado Bispo de Telšiai                      |
|                                    | Kęstutis Kėvalas                    | 2012-2017   | Nomeado Bispo coadjutor de Telšiai            |
|                                    | Jonas Ivanauskas                    | 2003-2012   | Nomeado Bispo de Kaišiadorys                  |
|                                    | Rimantas Norvila                    | 1997-2002   | Nomeado Bispo de Vilkaviškis                  |
|                                    | Sigitas Tamkevičius, S.J.           | 1991-1996   | Elevado a Arcebispo                           |
|                                    | Vladas Michelevičius                | 1986-1999   |                                               |
|                                    | Juozas Preikšas                     | 1984-1988   |                                               |
|                                    | Romualdas Krikšciunas               | 1969-1973   | Nomeado Administrador apostólico de Panevėžys |
|                                    | Vincentas Brizgys                   | 1940-1992   |                                               |
|                                    | Juozapas Skvireckas                 | 1919-1926   | Elevado a Arcebispo                           |
|                                    | Kasper Felicjan Cyrtowt             | 1897-1910   | Elevado a Bispo diocesano                     |
|                                    | Anton Baranowski                    | 1884-1897   | Nomeado Bispo de Łomża                        |
|                                    | Aleksander Kazimierz Bereśniewicz   | 1858-1875   | Elevado a Bispo diocesano                     |
|                                    | Szymon Michal Józef Arnold Giedroyć | 1804-1829   | Nomeado Bispo coadjutor                       |
|                                    | Tadeusz Józef Bukaty                | 1786-1796   |                                               |
|                                    | Antonin Malinowski, O.P.            | 1782-1816   |                                               |
|                                    | Adam Kościa                         | 1780-1791   |                                               |
|                                    | Józef Leon Łopaciński               | 1776-1786   |                                               |
|                                    | Michael Chomiński                   | 1765-1776   |                                               |
|                                    | Aleksander Kazimierz Horain         | 1731-1765   |                                               |
|                                    | Michał Jan Zienkowicz               | 1718-1730   | Nomeado Bispo de Vilnius                      |
|                                    | Joachim Skirmunt                    | 1701-1718   |                                               |
|                                    | Benedykt Żuchorski                  | 1681-1700   |                                               |
|                                    | Stanisław Jacek Święcicki, O.C.S.A. | 1651-1677   | Nomeado Bispo de Lublin                       |
|                                    | Gregorius Sepozrinski               | 1647-1650   |                                               |
|                                    | Jan Kosakiewicz                     | 1643-1647   |                                               |
|                                    | Johannes Wyszemierski               | 1628-?      |                                               |
| Administrador apostólico           |                                     |             |                                               |
|                                    | Algirdas Jurevičius                 | 2019 - 2020 |                                               |
|                                    | Juozas Preikšas                     | 1988-1989   | Nomeado Bispo de Panevėžys                    |
|                                    | Liudas Povilonis, M.I.C.            | 1979-1988   |                                               |
|                                    | Juozapas Matulaitis-Labukas         | 1965-1979   |                                               |
| Administrador apostólico coadjutor |                                     |             |                                               |
|                                    | Liudas Povilonis, M.I.C.            | 1973-1979   |                                               |